# الاستفتاء الدستوري الإيطالي 2001
الاستفتاء الدستوري الإيطالي 2001 تم إجراء استفتاء دستوري في إيطاليا في 7 أكتوبر 2001. أيد التعديل حكومة سيلفيو برلسكوني. سُئل الناخبون عما إذا كانوا يوافقون على تعديل الدستور لمنح المزيد من الصلاحيات للمناطق في قضايا مثل الزراعة والتعليم والرعاية الصحية والضرائب. تمت الموافقة على المقترحات بنسبة 64.2٪ من الناخبين.
التغييرات الدستورية الناتجة تخضع لتضارب الآراء بشأن النجاح العملي للتعديل، في النتيجة الأكثر وضوحًا تم قلب نص المادة 117 من الدستور: في حين أن النص الأصلي ذكر المناطق التي تتمتع فيها المناطق بالسلطة التشريعية، حيث كانت المناطق والدولة تتقاسمان السلطة وترك أي موضوع آخر في متناول اليد. يسرد الإصدار الجديد من هذه المادة سلسلة من الموضوعات كمجالات للسلطة التشريعية للولاية، مع مشاركة الآخرين في السلطة وأي شيء لم يتم ذكره على وجه التحديد يتم تضمينه في السلطة التشريعية للمناطق.
تم تطبيق هذا الحل النموذجي دولة اتحادية على إيطاليا بنتائج هامشية فعالة، بسبب سلسلة من العوامل المساهمة التي في الممارسة العملية قللت من قدرة المناطق على التشريع إلى نفس المستوى تقريبًا كما كان قبل الدستور الدستوري.